# Bandera de La Concha

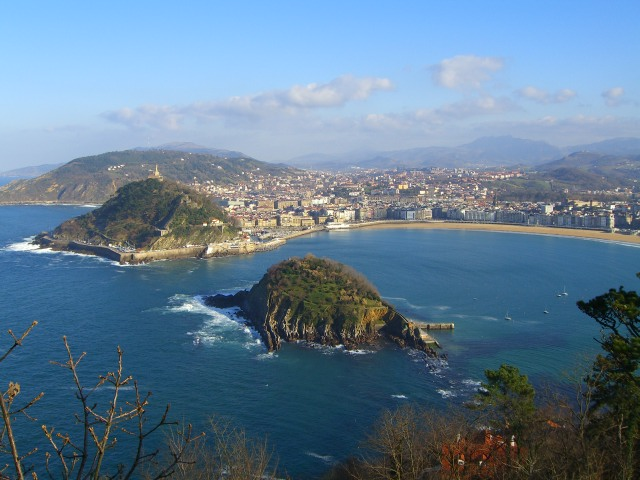
Badia de la Kontxa, a Sant Sebastià

La Bandera de La Concha (en basc: Kontxako Bandera) és una competició de rem amb traineres que es disputa els dos primers caps de setmana de setembre a la badia de La Concha de Sant Sebastià (País Basc). La primera edició en categoria masculina va ser l'any 1879 i en categoria 
femenina, l'any 2008.

## La competició

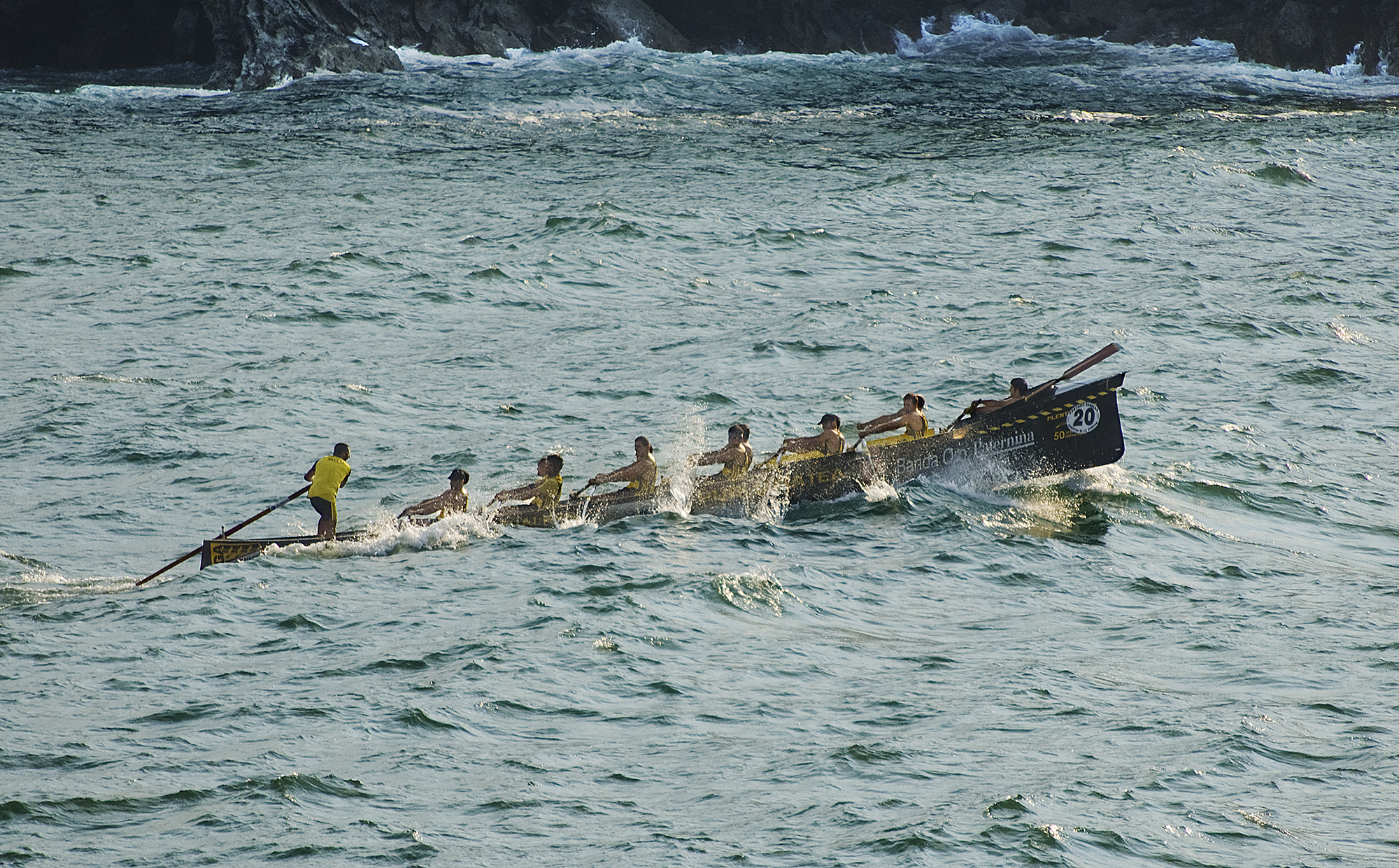
L'equip Arkote Arraun a la Bandera de la Concha 2007

Les embarcacions que participen en aquesta competició són les traineres, formades per tretze remers i un timoner. Els equips han de remar tres milles nàutiques, anant fins a una boia i tornant cap a la línia de sortida, en categoria masculina, i una milla nàutica i mitja en categoria femenina.
El primer cap de setmana es disputa la cursa classificatòria masculina i els set millors equips més l'equip local competeixen a la final del segon cap de setmana. La competició femenina consta d'una cursa classificatòria i de la final amb les quatre millors tripulacions.

## Edicions

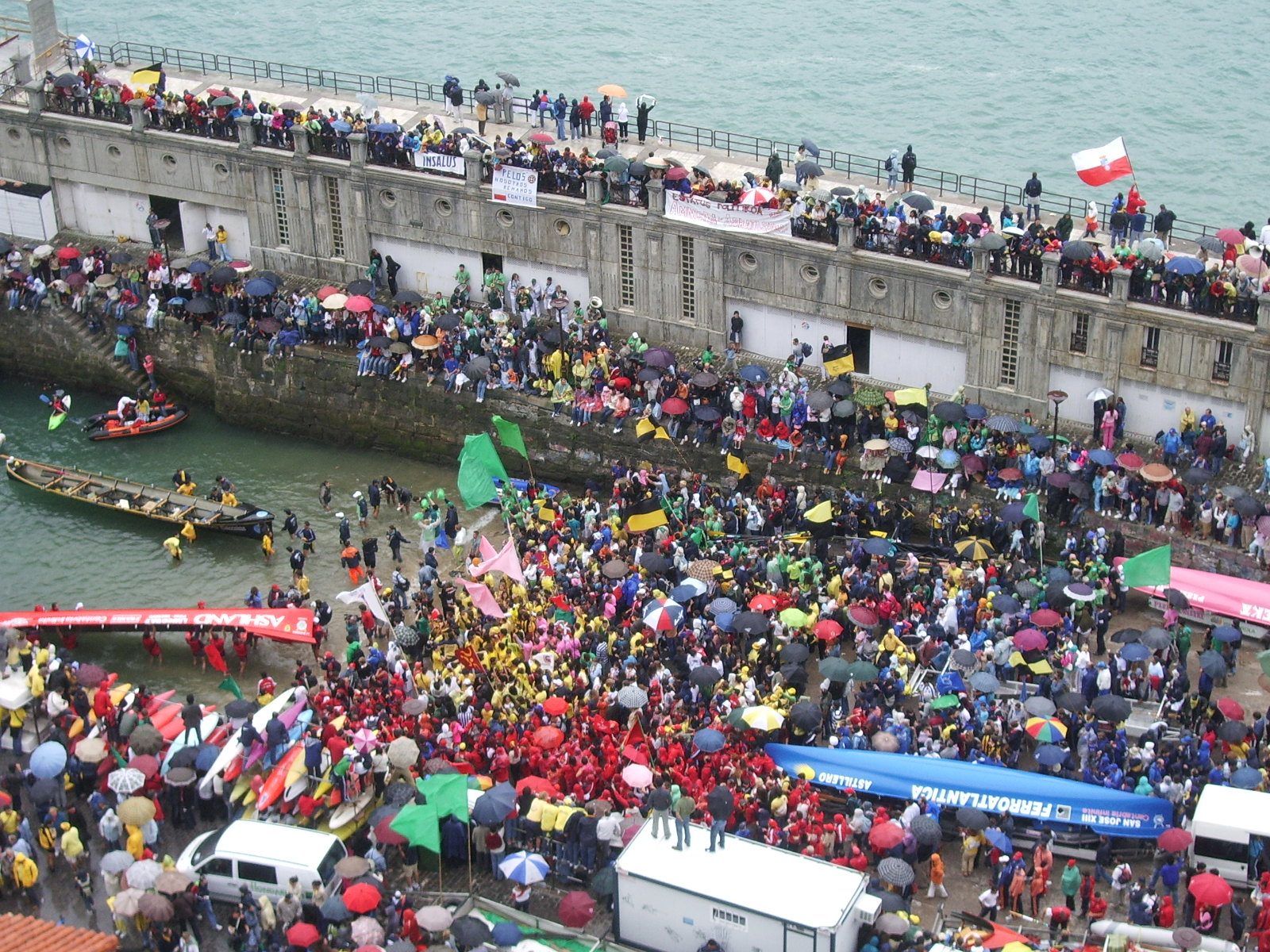
Guanyadors de la "Bandera" del 2005

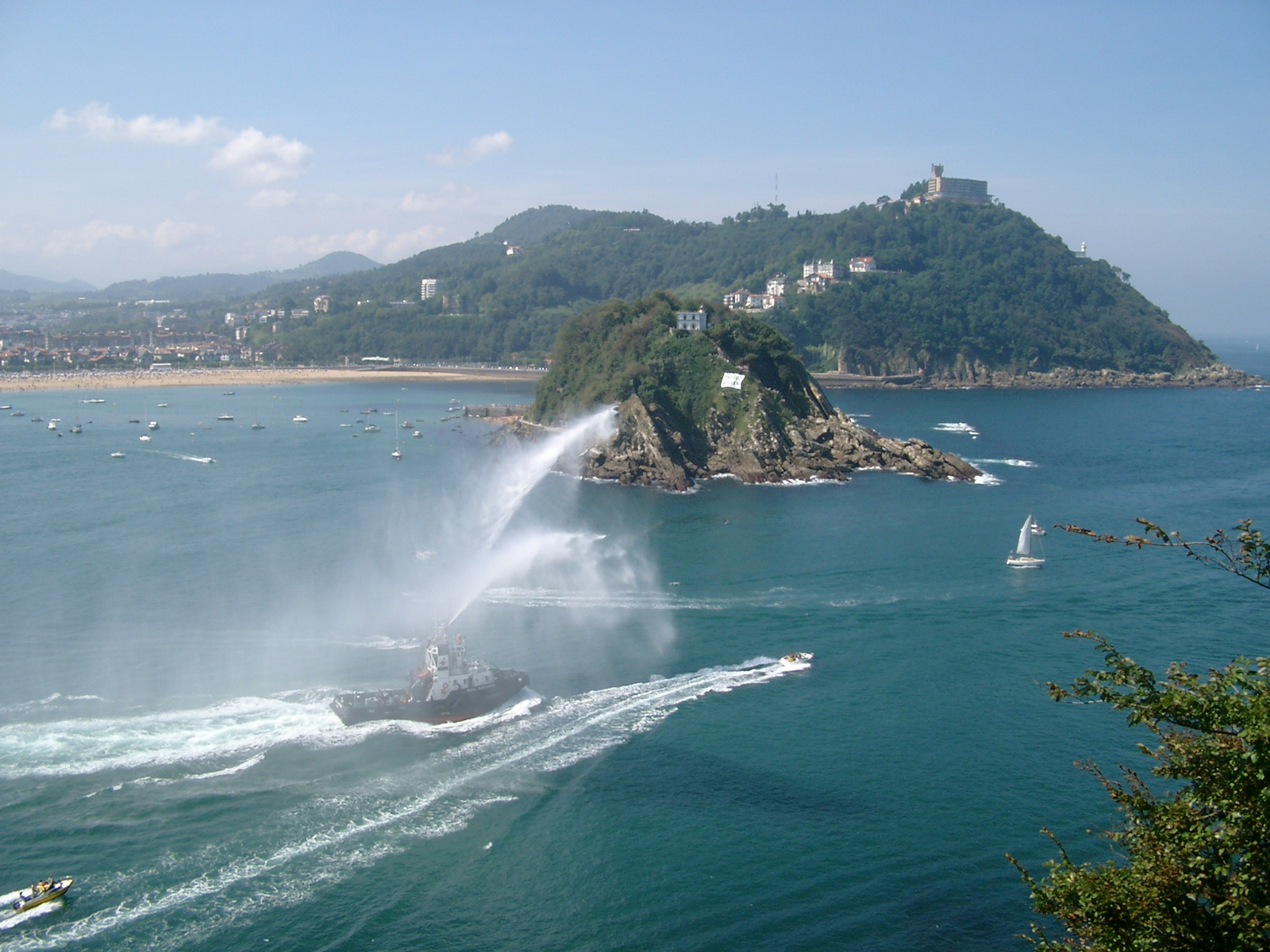
Kontxako Bandera

La Bandera de La Concha se celebra cada any des de 1879 amb algunes excepcions, com alguns anys de finals del segle xix i principis del segle xx, o el període de la Guerra civil. La primera edició femenina va ser l'any 2008, on hi participà el Club de Rem Badalona.

### Competició masculina
| Edició    | Any  | Campions          |
| Segle XIX |      |                   |
| I         | 1879 | Donostia          |
| II        | 1880 | Pasai San Pedro   |
| III       | 1881 | Hondarribia       |
| IV        | 1883 | Donostia          |
| V         | 1887 | Donostia          |
| VI        | 1889 | Donostia          |
| VII       | 1890 | Donostia          |
| VIII      | 1891 | Donostia          |
| IX        | 1892 | Donostia          |
| X         | 1894 | Donostia          |
| XI        | 1895 | Getaria           |
| XII       | 1896 | Getaria           |
| XIII      | 1897 | Donostia          |
| XIV       | 1898 | Ondarroa          |
| XV        | 1899 | Pasai San Pedro   |
| XVI       | 1900 | Getaria           |
| Segle XX  |      |                   |
| XVII      | 1901 | Orio              |
| XVIII     | 1903 | Getaria           |
| XIX       | 1906 | Pasai San Pedro   |
| XX        | 1909 | Orio              |
| XXI       | 1910 | Orio              |
| XXII      | 1911 | Getaria           |
| XXIII     | 1915 | Donostia          |
| XXIV      | 1916 | Orio              |
| XXV       | 1917 | Pasai San Pedro   |
| XXVI      | 1918 | Donostia          |
| XXVII     | 1919 | Orio              |
| XXVIII    | 1920 | Donostia          |
| XXIX      | 1921 | La Union          |
| XXX       | 1922 | Donostia          |
| XXXI      | 1923 | Orio              |
| XXXII     | 1924 | Pasai Donibane    |
| XXXIII    | 1925 | Orio              |
| XXXIV     | 1926 | Ondarroa          |
| XXXV      | 1927 | Pasai San Pedro   |
| XXXVI     | 1928 | Pasai San Pedro   |
| XXXVII    | 1929 | Pasai San Pedro   |
| XXXVIII   | 1930 | Pasai San Pedro   |
| XXXIX     | 1931 | Pasai San Pedro   |
| XL        | 1932 | Pasai San Pedro   |
| XLI       | 1933 | Orio              |
| XLII      | 1934 | Orio              |
| XLIII     | 1935 | Pasai San Pedro   |
| XLIV      | 1939 | Orio              |
| XLV       | 1940 | Orio              |
| XLVI      | 1941 | Hondarribia       |
| XLVII     | 1942 | Orio              |
| XLVIII    | 1943 | Hondarribia       |
| XLIX      | 1944 | Orio              |
| L         | 1945 | Pedreña           |
| LI        | 1946 | Pedreña           |
| LII       | 1947 | Hondarribia       |
| LIII      | 1948 | Hondarribia       |
| LIV       | 1949 | Pedreña           |
| LV        | 1950 | Donostia          |
| LVI       | 1951 | Orio              |
| LVII      | 1952 | Orio              |
| LVIII     | 1953 | Orio              |
| LIX       | 1954 | Iberia            |
| LX        | 1955 | Orio              |
| LXI       | 1956 | Pasai Donibane    |
| LXII      | 1957 | Aginaga           |
| LXIII     | 1958 | Orio              |
| LXIV      | 1959 | Iberia            |
| LXV       | 1960 | Aginaga           |
| LXVI      | 1961 | Pasai Donibane    |
| LXVII     | 1962 | Pasai Donibane    |
| LXVIII    | 1963 | Pasai Donibane    |
| LXIX      | 1964 | Orio              |
| LXX       | 1965 | Hondarribia       |
| LXXI      | 1966 | Hondarribia       |
| LXXII     | 1967 | Hondarribia       |
| LXXIII    | 1968 | Hondarribia       |
| LXXIV     | 1969 | Lasarte           |
| LXXV      | 1970 | Orio              |
| LXXVI     | 1971 | Orio              |
| LXXVII    | 1972 | Orio              |
| LXXVIII   | 1973 | Lasarte           |
| LXXIX     | 1974 | Orio              |
| LXXX      | 1975 | Orio              |
| LXXXI     | 1976 | Pedreña           |
| LXXXII    | 1977 | Santurtzi         |
| LXXXIII   | 1978 | Kaiku             |
| LXXXIV    | 1979 | Santurtzi         |
| LXXXV     | 1980 | Kaiku             |
| LXXXVI    | 1981 | Kaiku             |
| LXXXVII   | 1982 | Kaiku             |
| LXXXVIII  | 1983 | Orio              |
| LXXXIX    | 1984 | Zumaia            |
| XC        | 1985 | Santurtzi         |
| XCI       | 1986 | Pasai Donibane    |
| XCII      | 1987 | Zumaia            |
| XCIII     | 1988 | Pasai Donibane    |
| XCIV      | 1989 | Pasai San Pedro   |
| XCV       | 1990 | Pasai Donibane    |
| XCVI      | 1991 | Pasai San Pedro   |
| XCVII     | 1992 | Orio              |
| XCVIII    | 1993 | Pasai San Pedro   |
| XCIX      | 1994 | Pasai San Pedro   |
| C         | 1995 | Donibaneko        |
| CI        | 1996 | Orio              |
| CII       | 1997 | Orio              |
| CIII      | 1998 | Orio              |
| CIV       | 1999 | Koxtape           |
| CV        | 2000 | Orio              |
| Segle XXI |      |                   |
| CVI       | 2001 | Castro            |
| CVII      | 2002 | Castro            |
| CVIII     | 2003 | Astillero         |
| CIX       | 2004 | Astillero         |
| CX        | 2005 | Hondarribia       |
| CXI       | 2006 | Castro            |
| CXII      | 2007 | Orio              |
| CXIII     | 2008 | Castro            |
| CXIV      | 2009 | Kaiku (Sestao)    |
| CXV       | 2010 | Urdaibai (Bermeo) |
| CXVI      | 2011 | Urdaibai (Bermeo) |
| CXVII     | 2012 | Kaiku (Sestao)    |
| CXVIII    | 2013 | Hondarribia       |
| CXIX      | 2014 | Urdaibai (Bermeo) |
| CXX       | 2015 | Urdaibai (Bermeo) |
| CXXI      | 2016 | Urdaibai (Bermeo) |
| CXXII     | 2017 | Orio              |
| CXXIII    | 2018 | Hondarribia       |
| CXXIV     | 2019 | Hondarribia       |

### Competició femenina
| Edició    | Any  | Campiones   |
| Segle XXI |      |             |
| I         | 2008 | Galícia     |
| II        | 2009 | Rias Baixas |
| III       | 2010 | Galícia     |
| IV        | 2011 | Galícia     |
| V         | 2012 | Rías Bajas  |
| VI        | 2013 | Zumaia      |
| VII       | 2014 | San Juan    |
| VIII      | 2015 | San Juan    |
| IX        | 2016 | San Juan    |
| X         | 2017 | San Juan    |
| XI        | 2018 | San Juan    |
| XII       | 2019 | Orio        |